# Западный (Успенский район)
Западный — хутор в Успенском районе Краснодарского края России.
Входит в состав Убеженского сельского поселения.

## Географическое положение
Хутор расположен на правом берегу Кубани, в 6 км к юго-востоку от центра сельского поселения — станицы Убеженской.

## Население
| 2002 | 2010 |
| ---- | ---- |
| 327  | ↘225 |